# شهرام پورصفی
شهرام پورصفی معروف به مهدی رضایی، عضو سپاه پاسداران انقلاب اسلامی است. وزارت دادگستری ایالات متحده آمریکا مدعی است او با طرح پیشنهاد پرداخت ۳۰۰ هزار دلار به فرد یا افرادی به دنبال اجرای طرح ترور جان بولتون، مشاور امنیت ملی ایالات متحده در دوران ریاست‌جمهوری دونالد ترامپ، بوده است. خرداد ۱۴۰۲، وزارت خزانه‌داری ایالات متحده او را در ارتباط با تروریسم برون‌مرزی سپاه تحریم کرد.
این مأمور سپاه، از سوی پلیس فدرال آمریکا (اف‌بی‌آی) در ارتباط با اتهام‌های مربوط به «مزدوری برای توطئه ارتکاب قتل» تحت تعقیب است. برنامه پاداش برای عدالت وزارت امور خارجه ایالات متحده ۵ مهر ۱۴۰۳ اعلام کرد که تا ۲۰ میلیون دلار پاداش برای اطلاعاتی که منجر به دستگیری شهرام پورصفی شود، در نظر گرفته است.